# Villette, Yvelines
Villette este o comună franceză situată în departamentul Yvelines, în regiunea Île-de-France.

## Geografie

### Locație
Comuna Villette se află la aproximativ 8 km sud de Mantes-la-Jolie, în valea Vaucouleurs. Teritoriul său se extinde în fundul văii (altitudine: 50 m) și se întinde spre est și vest pe platoul Mantois (altitudine: 130 m).
Teritoriul este parțial împădurit (aproximativ 30 %), cu pădurea Binanville la est și pădurea Déserts pe versantul vestic. Locuințele sunt distribuite între sat și cătunele Leuze și Garré de-a lungul drumului care duce la Arnouville-lès-Mantes.

### Comune limitrofe
Comunele limitrofe sunt Boinvilliers la vest, Vert la nord, Breuil-Bois-Robert și Arnouville-lès-Mantes la est și Rosay la sud.

### Transport si comunicatii

#### Rețeaua de drumuri
Comuna este deservită de drumul departamental D 983, care leagă Mantes-la-Jolie de Houdan.

#### Transport în comun
Comuna este deservită de linia 60 a rețelei de autobuze Centre et Sud Yvelines.

### Utilizarea terenului simplificată
În 2017, teritoriul comunei era format din 87,06 % spații agricole, forestiere și naturale, 7,38 % spații deschise artificiale și 5,56 % spații construite.

### Clima
În 2010, clima din comuna Villette era de tip oceanic al câmpiilor din Centru și de Nord, conform unui studiu a CNRS care se baza pe o serie de date care acoperă perioada 1971-2000. În 2020, Météo-France a publicat o tipologie a climei din Franța metropolitană în care comuna este expusă la un climat oceanic și se încadrează în regiunea climatică sud-vestică a bazinului parizian, caracterizată prin precipitații scăzute, în special în primăvară (120 până la 150 mm) și un iarnă rece (3,5 °C).
Pentru perioada 1971-2000, temperatura medie anuală este de 10,5 °C, cu o amplitudine termică anuală de 14,3 °C. Cantitatea medie anuală de precipitații este de 677 mm, cu 10,5 zile de precipitații în ianuarie și 8 zile în iulie. Pentru perioada 1991-2020, temperatura medie anuală observată la stația meteorologică situată în comuna Magnanville la 5 km distanță în linie dreaptă, este de 11,6 °C, iar cantitatea medie anuală de precipitații este de 641,5 mm. Pentru viitor, parametrii climatici estimati pentru comună pentru anul 2050, conform diferitelor scenarii de emisii de gaze cu efect de seră, pot fi consultati pe un site dedicat publicat de Météo-France în noiembrie 2022.
| Date climatice pentru Magnanville                                                      | Date climatice pentru Magnanville | Date climatice pentru Magnanville | Date climatice pentru Magnanville | Date climatice pentru Magnanville | Date climatice pentru Magnanville | Date climatice pentru Magnanville | Date climatice pentru Magnanville | Date climatice pentru Magnanville | Date climatice pentru Magnanville | Date climatice pentru Magnanville | Date climatice pentru Magnanville | Date climatice pentru Magnanville | Date climatice pentru Magnanville |
| Luna                                                                                   | Ian                               | Feb                               | Mar                               | Apr                               | Mai                               | Iun                               | Iul                               | Aug                               | Sep                               | Oct                               | Nov                               | Dec                               | Anual                             |
| -------------------------------------------------------------------------------------- | --------------------------------- | --------------------------------- | --------------------------------- | --------------------------------- | --------------------------------- | --------------------------------- | --------------------------------- | --------------------------------- | --------------------------------- | --------------------------------- | --------------------------------- | --------------------------------- | --------------------------------- |
| Maxima medie °C (°F)                                                                   | 6.8 (44,2)                        | 8.4 (47,1)                        | 12.1 (53,8)                       | 15.8 (60,4)                       | 19.1 (66,4)                       | 22.8 (73)                         | 25.5 (77,9)                       | 25.3 (77,5)                       | 21.4 (70,5)                       | 16.5 (61,7)                       | 10.7 (51,3)                       | 7.2 (45)                          | 16,0 (60,8)                       |
| Minima medie °C (°F)                                                                   | 1.7 (35,1)                        | 1.8 (35,2)                        | 3.6 (38,5)                        | 5.5 (41,9)                        | 8.6 (47,5)                        | 11.6 (52,9)                       | 13.4 (56,1)                       | 13.6 (56,5)                       | 10.9 (51,6)                       | 8.6 (47,5)                        | 4.8 (40,6)                        | 2.3 (36,1)                        | 7,2 (45)                          |
| Minima istorică °C (°F)                                                                | −12.7 (9,1)                       | −12.3 (9,9)                       | −8.5 (16,7)                       | −3.2 (26,2)                       | −0.7 (30,7)                       | 3.3 (37,9)                        | 6.6 (43,9)                        | 5.8 (42,4)                        | 2.4 (36,3)                        | −3.5 (25,7)                       | −8.2 (17,2)                       | −10.1 (13,8)                      | −12,7 (9,1)                       |
| Precipitații mm (inches)                                                               | 48.5 (1.909)                      | 47.7 (1.878)                      | 48.4 (1.906)                      | 42.5 (1.673)                      | 62.1 (2.445)                      | 53.9 (2.122)                      | 51.5 (2.028)                      | 56.5 (2.224)                      | 40.9 (1.61)                       | 65.3 (2.571)                      | 57.0 (2.244)                      | 67.2 (2.646)                      | 641,5 (25,256)                    |
| Sursă: fr „FICHE CLIMATOLOGIQUE MAGNANVILLE (78)” (PDF). meteofrance.fr. Météo-France. |                                   |                                   |                                   |                                   |                                   |                                   |                                   |                                   |                                   |                                   |                                   |                                   |                                   |

## Toponimie
Numele localității este atestat sub forma Vileta în 1198.
Numele Villette provine din latinul „Villetta”, diminutiv de „ville”, derivat din „villa”, și desemnează un „mic domeniu”, iar ulterior un „mic sat”, Din termenul din limba oïl „villette”, însemnând „casă mică de la țară” sau „oraș foarte mic”.

## Istorie
În polyptyque-ul lui Irminon sunt menționate două cătune, Chavannes și Leuze, care aparțineau încă din anul 812 abației Saint-Germain-des-Prés.

## Administrație

### Organe administrative și judiciare
Comuna Villette este parte din cantonul Bonnières-sur-Seine și este afiliată la comunitatea comunelor din Pays Houdanais (CCPH).
În ceea ce privește aspectul electoral, comuna este asociată cu a noua circumscripție electorală din Yvelines, o circumscripție cu dominanță rurală în nord-vestul departamentului Yvelines.
Pe plan judiciar, Villette face parte din jurisdicția instanței din Mantes-la-Jolie și, ca toate comunele din Yvelines, se supune tribunalului judiciar și tribunalului comercial din Versailles.

## Populația și societatea

### Date demografice

#### Evoluția demografică
Evoluția numărului de locuitori este cunoscută prin recensămintele populației efectuate în comuna respectivă începând din 1793. Pentru comunele cu mai puțin de 10 000 de locuitori, un recensământ al întregii populații este realizat la fiecare cinci ani, populațiile legale pentru anii intermediari fiind estimate prin interpolare sau extrapolare. Pentru comuna respectivă, primul recensământ exhaustiv în cadrul noului dispozitiv a fost realizat în 2004.
În 2021, comuna număra 528 locuitori, în scădere cu 0,56 % față de 2015 (Yvelines: +2,04%, Franța fără Mayotte: +1,84%).
| An        | 1793 | 1821 | 1841 | 1856 | 1872 | 1886 | 1901 | 1921 | 1936 | 1962 | 1982 | 2006 | 2014 | 2021 |
| --------- | ---- | ---- | ---- | ---- | ---- | ---- | ---- | ---- | ---- | ---- | ---- | ---- | ---- | ---- |
| Populație | 454  | 487  | 428  | 312  | 317  | 230  | 219  | 212  | 213  | 223  | 300  | 520  | 529  | 528  |

#### Piramida vârstei
În 2018, procentul persoanelor cu vârsta sub 30 de ani era de 32,0 %, sub media departamentală de 38 %. În schimb, procentul persoanelor cu vârsta peste 60 de ani era de 27,1 % în același an, comparativ cu 21,7 % la nivel departamental.
În 2018, comuna avea 252 bărbați și 264 femei, reprezentând un procent de 51,16 % femei, ușor sub procentul departamental de 51,32 %.

## Cultura și patrimoniul local

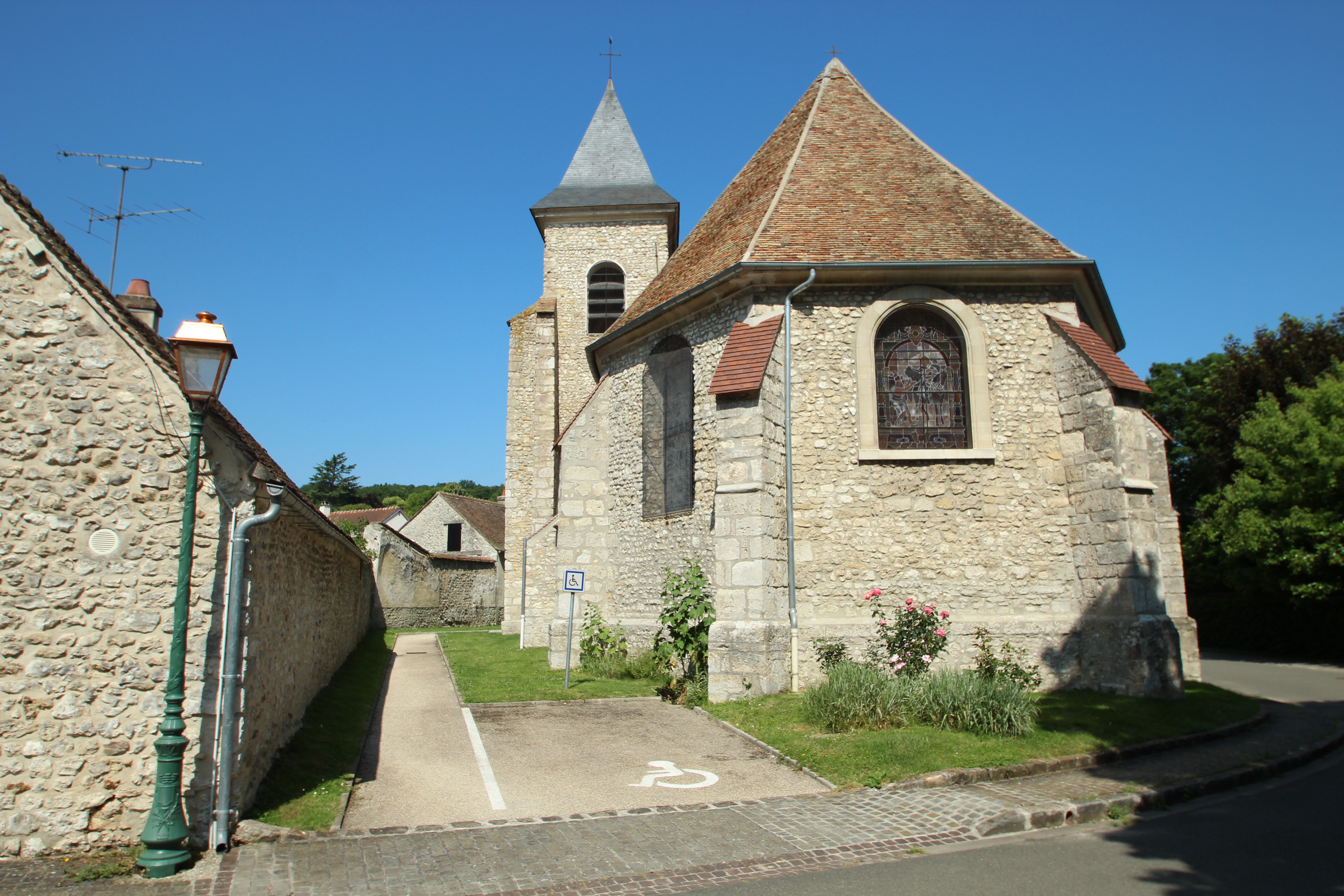
Biserica Saint-Martin.

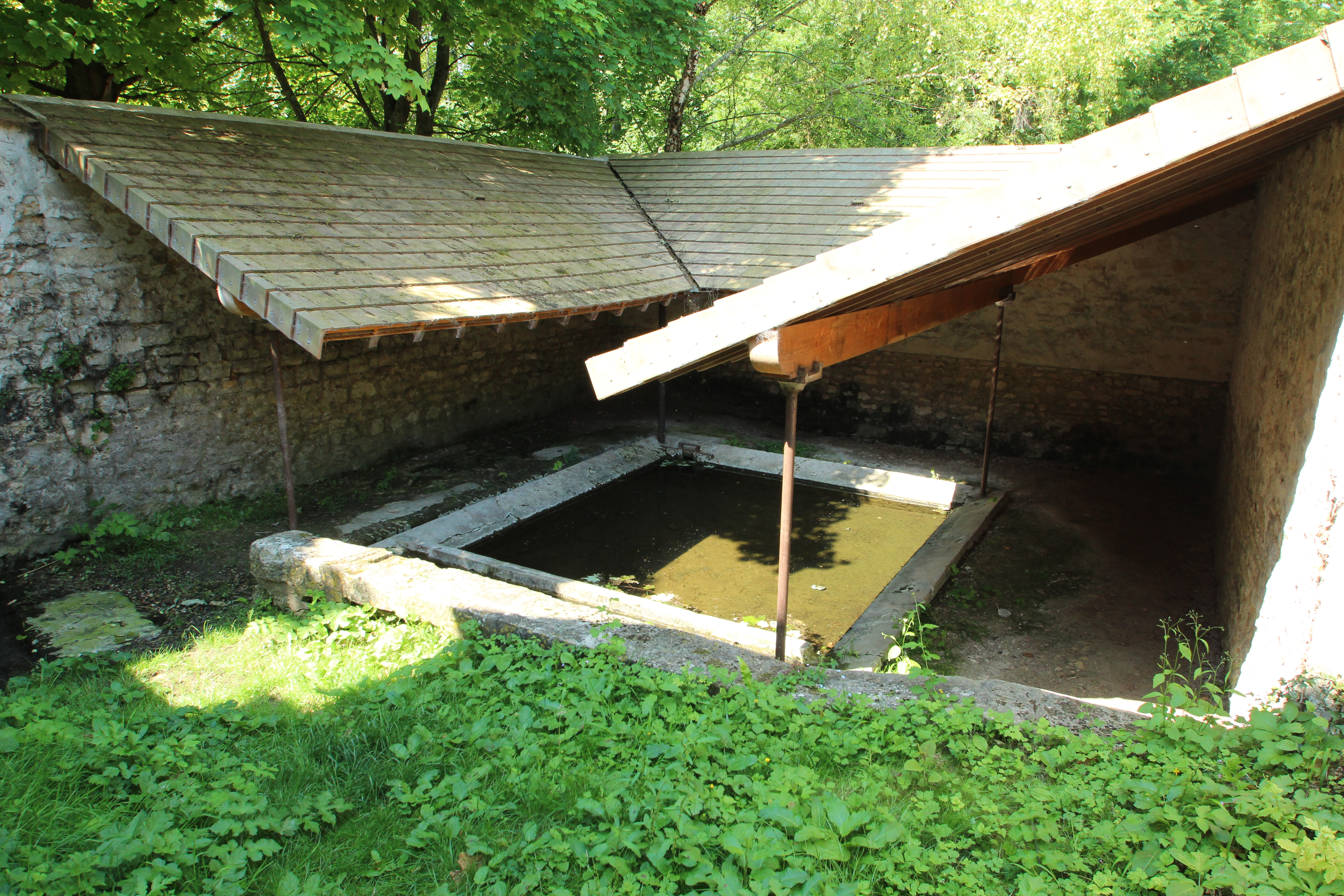
Spălătorie pe rue de Saint-Martin.

### Locuri si monumente
- Biserica Saint-Martin: edificiu datând din secolul al XI-lea, cu un turn clopotniță în formă de turn pătrat, având o săgeată acoperită cu ardezie.

- Moara Chavannes, una dintre cele mai vechi mori din vale, care depindea odinioară de Abația Saint-Germain-des-Prés (astăzi proprietate privată).

- O particularitate: comuna deține patru spălătorii vechi, dintre care unele erau folosite și pentru topirea Ininului.

### Personalități
- Georges Courteline (1858-1929), romancier și dramaturg, a locuit la Villette, unde s-a căsătorit în 1902 cu actrița Suzanne Berty (al cărei nume real era Berthe Fleury), care este înmormântată în cimitirul comunal[27].

### Heraldică
|  | Villette - Pe fond albastru, două fașii argintii, deasupra cărora se află trei discuri de aur așezate în șir în partea de sus. |